# RRReis
RRReis (uitgesproken als Reis) is een merknaam waaronder regionaal openbaar vervoer (bus en trein) in de Nederlandse provincies Flevoland, Gelderland en Overijssel worden geëxploiteerd.
Onder de naam RRReis opereren verschillende vervoersmaatschappijen. De eerste vervoerder was Keolis, die met ingang van 13 december 2020 voor een periode van twee jaar in de regio IJssel-Vecht, ofwel de Veluwe en Midden-Overijssel, ging rijden. In deze regio werd de dienst van Syntus Gelderland en Syntus Overijssel overgenomen, met een vloot van 250 elektrische bussen van BYD Auto.
Sinds 11 december 2022 werd het gebied Veluwe-Zuid van IJssel-Vecht afgesplitst. Veluwe-Zuid omvat enkele buslijnen in de regio Ede en de lijnbundel Apeldoorn - Arnhem. Deze concessie wordt voor vier jaar door Hermes uitgevoerd met een vijftigtal dieselbussen. De concessie IJssel-Vecht ging over naar EBS. Zij hebben het merendeel van de vloot waarmee Keolis in dit gebied reed overgenomen.
Vanaf 10 december 2023 ging RRReis IJssel-Vecht ook aan de slag in Lelystad en het concessiegebied IJsselmond. Daarnaast rijdt Arriva de busdiensten in Twente onder de naam RRReis als onderdeel van de concessie Twente. Hiervoor is een vloot van meer dan 100 elektrische bussen bij Volvo besteld. Ook heeft Keolis Nederland op deze datum de Valleilijn overgenomen en is deze als RRReis gaan uitvoeren, waardoor Keolis Nederland na afwezigheid van een jaar weer terugkeerde voor openbaar vervoer onder de naam RRReis.

## Concessies

### IJssel-Vecht (2023-2035)
De concessie IJssel-Vecht (2023-2035) omvat een uitgestrekt gebied dat reikt van Steenwijk in het noorden tot aan Apeldoorn in het zuiden en van Hardenberg in het oosten tot aan Zeewolde in het westen. De concessie wordt onder de merknaam RRReis geëxploiteerd, deze werd in 2021 en 2022 door Keolis Nederland door middel van een noodconcessie uitgevoerd. Op 12 april 2022 werd bekend dat EBS definitief de concessie die in december 2022 van start ging heeft gewonnen.
In eerste instantie was het onzeker of de concessie Stadsvervoer Lelystad onderdeel ging uitmaken van de concessie IJssel-Vecht, dit omdat de provincie Flevoland de verantwoordelijkheid voor het openbaar vervoer had gedelegeerd aan de gemeente Lelystad. De gemeente Lelystad zag niks in het opgaan van de stadsdienst Lelystad in de concessie IJssel-Vecht. Hierdoor zou namelijk de verantwoordelijkheid voor het openbaar vervoer verloren gaan. De gemeente zag liever dat enkele streeklijnen uit IJsselmond worden overgeheveld naar een nieuwe stadsdienst concessie voor Lelystad, zodat een meer samenhangend netwerk kan worden aangeboden. Op 8 mei 2018 besloten de gedeputeerde staten van de provincie Flevoland om de stadsdienst van Lelystad onder te brengen bij de concessie IJssel-Vecht. Wel behield de gemeente Lelystad een zwaarwegende adviserende rol in het stadsvervoer. Een voorwaarde die de gemeente eiste voor het opgaan in de concessie IJssel-Vecht.

### Veluwe-Zuid (2023-2026)
De concessie Veluwe-Zuid (2023-2026) omvat de stadsdienst van Ede en omliggende streeklijnen inclusief de lijnbundel tussen Apeldoorn en Arnhem en buurtbussen in de provincie Gelderland. Op 30 augustus 2022 werd bekend dat de noodconcessie Veluwe-Zuid door de provincie Gelderland onderhands aan Hermes werd gegund. De reden hierachter is tweeledig, namelijk dat na afloop van de noodconcessie deze wordt samengevoegd met de concessie Arnhem-Nijmegen en dat deze concessie vanwege de coronacrisis werd verlengd met twee jaar. De lijnen blijven tijdens de overbruggingsperiode onder de merknaam RRReis rijden om verwarring onder reizigers te voorkomen.
Op 21 maart 2023 werd opnieuw een noodconcessie aan Hermes uitgeschreven voor een periode van 1,5 jaar. Dit betekende concreet dat de concessie tot juni 2026 bleef doorlopen.

### Twente (2024-2027)
De concessie Twente (2024-2027) omvat al het stads- en streekvervoer in de regio Twente en het oostelijk deel van Salland, inclusief de treinverbinding Zutphen-Hengelo-Oldenzaal in de provincie Overijssel. Het gebied ligt ruwweg tussen de lijn Holten, Rijssen, Hellendoorn, Ommen en de Duitse grens. Het stads- en streekvervoer wordt onder de merknaam RRReis geëxploiteerd. De treindienst tussen Zutphen en Oldenzaal zal onderdeel blijven van Blauwnet. Deze multimodale concessie is een kortdurende opvolger van de concessie Twente ter overbrugging van de periode tot aan de verduurzaming van de treindienst Zutphen-Hengelo-Oldenzaal.
Op 14 december 2021 werd bekend gemaakt dat de provincie Overijssel een kortdurende opvolger van de concessie Twente met een gelijke omvang als de voorganger wilde aanbesteden en dat de eerder geplande concessie Berkel-Dinkel er niet komt. Op deze concessie hebben Arriva en Keolis zich ingeschreven. Op 20 december 2022 werd bekend dat Arriva het beste bod heeft gedaan.  

### Treindienst Amersfoort - Ede-Wageningen (2024-2036)
De concessie Treindienst Amersfoort - Ede-Wageningen (2024-2036) is een concessie voor het treinverkeer tussen Ede-Wageningen en Amersfoort in de provincie Gelderland. De concessie wordt geëxploiteerd onder de merknaam RRReis. Op 19 februari 2020 begon de eerste inschrijvingsperiode. Omdat er geen biedingen op deze concessie zijn gekomen is de aanbestedingsprocedure opnieuw  gehouden en werd er een noodconcessie van 2 jaar ingesteld. Op 15 september 2022 werd de tweede poging tot een aanbesteding gestart. 
Op 18 april 2023 werd bekend dat Keolis de lijn mag gaan exploiteren.

### Achterhoek-Rivierenland (2025-2035)
De concessie Achterhoek-Rivierenland (2025-2035) omvat het (streek)bus- en buurtbusvervoer in de Achterhoek en het Rivierenland, en de treindiensten Arnhem-Winterswijk, Arnhem-Tiel, Winterswijk-Zutphen en Zutphen-Apeldoorn in de provincie Gelderland. Daarnaast omvat het ook de nog te realiseren RegioExpres: een sneltrein die zal gaan rijden tussen Arnhem en Doetinchem. Opvallend aan deze concessie is dat de concessiedelen 'Achterhoek' en 'Rivierenland' niet aan elkaar grenzen. Op 22 februari 2024 begon de inschrijvingsperiode en op 16 juli 2024 werd bekend dat Arriva, EBS en Keolis zich hebben ingeschreven voor de aanbesteding. Op 15 oktober 2024 werd bekend dat Arriva deze aanbesteding heeft gewonnen.
De nieuwe concessie zal op 14 december 2025 van start gaan en loopt tot 8 december 2035, met een eventuele optie om te verlengen tot uiterlijk 2042. Met ingang van de nieuwe concessie zal Breng (Hermes) van het spoor verdwijnen.   

### Vechtdallijnen (2029-2043)
De concessie Vechtdallijnen (2029-2043) is een concessie voor het treinverkeer tussen Zwolle en Emmen en tussen Almelo en Mariënberg in de provincies Overijssel en Drenthe. De concessie zal worden geëxploiteerd door Arriva onder de merknaam RRReis, die aanbesteding won van Qbuzz en Keolis. Na de elektrificatie van het traject Almelo – Mariënberg zullen op die verbinding ook elektrische treinen gaan rijden. Daarvoor zal Arriva 5 nieuwe treinstellen van het type Flirt in gebruik gaan nemen.
De nieuwe concessie zal in december 2028 van start gaan.

## Treindiensten

### Amersfoort Centraal - Ede-Wageningen
| \| \| \| uit Utrecht en uit Amsterdam \| \| \| \| 0 \| Amersfoort Centraal \| Amersfoort Centraal \| \| \| \| naar Leusden alleen goederen \| \| \| \| \| naar Zwolle \| \| \| \| \| \| \| \| \| 6 \| Hoevelaken \| Hoevelaken \| \| \| \| \| \| \| \| \| \| \| \| \| 16 \| Barneveld Noord \| Barneveld Noord \| \| \| \| voormalige lijn naar Nijkerk \| \| \| \| \| naar Apeldoorn \| \| \| \| \| \| \| \| \| 19 \| Barneveld Centrum \| Barneveld Centrum \| \| \| 21 \| Barneveld Zuid \| Barneveld Zuid \| \| \| 26 \| Lunteren \| Lunteren \| \| \| 32 \| Ede Centrum \| Ede Centrum \| \| \| \| uit Utrecht \| \| \| \| 34 \| Ede-Wageningen \| Ede-Wageningen \| \| \| \| naar Arnhem \| \| \| \| \| \| \| \| \| \| \| \| \| \| \| \| \| |    |                              |                              |
| STR |    | uit Utrecht en uit Amsterdam | uit Utrecht en uit Amsterdam |
| BHF | 0  | Amersfoort Centraal          | Amersfoort Centraal          |
| ABZgr |    | naar Leusden alleen goederen | naar Leusden alleen goederen |
| ABZgl |    | naar Zwolle                  | naar Zwolle                  |
| SKRZ-Au |    |                              |                              |
| HST | 6  | Hoevelaken                   | Hoevelaken                   |
| SKRZ-Au |    |                              |                              |
| BS2+l · BS2+r |    |                              |                              |
| HST · STR | 16 | Barneveld Noord              | Barneveld Noord              |
| eABZg+l · eKRZu |    | voormalige lijn naar Nijkerk | voormalige lijn naar Nijkerk |
| STR · STRl |    | naar Apeldoorn               | naar Apeldoorn               |
| BS2l · BS2c3 |    |                              |                              |
| HST | 19 | Barneveld Centrum            | Barneveld Centrum            |
| HST | 21 | Barneveld Zuid               | Barneveld Zuid               |
| HST | 26 | Lunteren                     | Lunteren                     |
| HST | 32 | Ede Centrum                  | Ede Centrum                  |
| ABZg+r |    | uit Utrecht                  | uit Utrecht                  |
| BHF | 34 | Ede-Wageningen               | Ede-Wageningen               |
| STR |    | naar Arnhem                  | naar Arnhem                  |
| |    |                              |                              |
| |    |                              |                              |
| |    |                              |                              |

Sinds 12 december 2021 is de Valleilijn voorzien van een lijnnummer: RS34. Dit wordt toegepast op beide treinseries.
| Serie       | Treinsoort        | Route                                                                     | Bijzonderheden                   |
| ----------- | ----------------- | ------------------------------------------------------------------------- | -------------------------------- |
| 31300 RS 34 | Sprinter (Keolis) | Amersfoort Centraal – Barneveld Centrum – Barneveld Zuid – Ede-Wageningen | Onderdeel van de formule RRReis. |
| 31400 RS 34 | Sprinter (Keolis) | Amersfoort Centraal – Barneveld Centrum – Barneveld Zuid                  | Onderdeel van de formule RRReis. |

Tussen Amersfoort en Barneveld Zuid rijden van maandag tot en met zaterdag overdag vier treinen per uur. 's Avonds en op zondag rijden er twee treinen per uur. Tussen Barneveld Zuid en Ede-Wageningen rijden twee treinen per uur.
Onder de merknaam RRReis rijdt Keolis Nederland sinds 10 december 2023 de treindienst van Amersfoort via Barneveld naar Ede-Wageningen. Tot en met 9 december was deze treindienst bekend als de Valleilijn, gereden door Connexxion. De treinen van de typen Protos en FLIRT zijn overgenomen en krijgen een volledige revisie en daarmee het uiterlijk van RRReis (HOV-versie die ook op comfortRRReis bussen wordt toegepast, echter zonder voorvoegsel comfort). Tussentijds rijden de treinen met de oude huisstijl van Valleilijn, met de toevoeging "Valleilijn wordt RRReis". De oude logo's van de Valleilijn zijn zoveel als mogelijk weggehaald, tot de modernisering zullen de treinen nog rondrijden met het oude uiterlijk. Sinds 8 december 2023 is de omroep in de treinen aangepast en ingesproken door de standaardstem van Keolis.
| FLIRT3 in de RRReis kleurstelling |
| Protos in de RRReis kleurstelling |

### Achterhoek-Rivierenland
Per 14 december 2025 gaan onderstaande treinverbindingen van Arriva in Achterhoek-Rivierenland onderdeel uitmaken van RRReis.
| Serie       | Treinsoort         | Route                                                | Bijzonderheden |
| ----------- | ------------------ | ---------------------------------------------------- | --- |
| 17800 RS 30 | Stoptrein (Arriva) | Zutphen – Apeldoorn                                  | |
| 30400 RE 30 | Sneltrein (Arriva) | Apeldoorn – Zutphen – Winterswijk                    | Rijdt 's avonds van Zutphen naar Apeldoorn en van Apeldoorn naar Winterswijk. Rijdt in het weekend de gehele dag tussen Winterswijk en Apeldoorn. Stopt tussen Zutphen en Winterswijk op alle tussengelegen stations. |
| 30700 RS 32 | Stoptrein (Hermes) | Arnhem Centraal – Doetinchem                         | Rijdt onder de naam brengdirect en rijdt niet in de avonduren (na 20:00 uur) en het weekend. Verzorgt samen met Arriva een kwartierdienst tussen Arnhem en Doetinchem. |
| 30800 RS 31 | Stoptrein (Arriva) | Winterswijk – Zutphen                                | enkele treinen rijden van/naar Apeldoorn |
| 30900 RS 32 | Stoptrein (Arriva) | Arnhem Centraal – Doetinchem – Terborg – Winterswijk | Rijdt op zondag ochtend slechts 1x per uur richting Winterswijk. Vormt dan tussen Arnhem en Terborg een 30 minuten dienst met 36900. Op zondag ochtend begint de rit richting Arnhem 1x per uur in Winterswijk en 1x per uur in Terborg. Verzorgt samen met Hermes (die onder de naam brengdirect rijdt) doordeweeks tot 20:00 uur een kwartierdienst tussen Arnhem en Doetinchem. |
| 31100 RS 33 | Stoptrein (Arriva) | Arnhem Centraal – Elst – Tiel                        | Stopt niet te Arnhem Zuid. |
| 36900 RS 32 | Stoptrein (Arriva) | Arnhem Centraal – Doetinchem – Terborg               | Rijdt op zondagochtend 1 keer per uur richting Terborg. Vormt dan tussen Arnhem en Terborg een 30 minuten dienst met 30900. Rijdt niet op maandag tot en met zaterdag. Rijdt niet richting Arnhem. |

## Busdiensten
RRReis biedt naast de standaard buslijnen de volgende diensten aan:
- comfortRRReis (luxe busdiensten);
- snelRRReis (snelle busdiensten);
- reserveerRRReis (busdiensten die alleen rijden als er gereserveerd is, op een beperkt aantal trajecten);
- haltetaxiRRReis (deeltaxi op bestelling voor halte-halte vervoer in Gelderland);
- buurtRRReis (een buurtbusdienst).
- flexRRReis (deeltaxi op bestelling voor halte-halte vervoer in Hengelo-Zuid en Rijssen-Holten)

## Materieel
- In dienst - Alle voertuigen van een serie zijn in dienst bij de vervoerder.
- Deels in dienst - Een deel van een serie is in dienst bij de vervoerder.
- Uit dienst - De hele serie is uit dienst bij de vervoerder.
- Nog niet in dienst - De serie is nog niet in dienst bij de vervoerder.

|  | Vervoerder       | Type                      | Bouwjaar | Aantal | Series     | Inzet                            | Opmerkingen    | Afbeelding |
|  | ---------------- | ------------------------- | -------- | ------ | ---------- | -------------------------------- | -------------- | ---------- |
|  | Arriva           | Stadler D-GTW 2/6 (Spurt) | 2012     | 13     | 252-264    | Achterhoek-Rivierenland          |                |            |
|  | Arriva           | Stadler D-GTW 2/8 (Spurt) | 2012     | 11     | 365-375    | Achterhoek-Rivierenland          |                |            |
|  | Keolis Nederland | Protos                    | 2007     | 5      | 5031-5035  | RS34 Amersfoort - Ede-Wageningen | Ex-Connexxion. |            |
|  | Keolis Nederland | Stadler FLIRT 3           | 2018     | 2      | 5038, 5039 | RS34 Amersfoort - Ede-Wageningen | Ex-Connexxion. |            |

|  | Vervoerder       | Type                           | Huisstijl                | Bouwjaar | Aantal | Series | Inzet                                                                        | Opmerkingen | Afbeelding |
|  | ---------------- | ------------------------------ | ------------------------ | -------- | ------ | --- | ---------------------------------------------------------------------------- | --- | ---------- |
|  | Arriva           | Volvo 7900 Electric            | RRReis                   | 2023     | 104    | 4891-4994 | Twente                                                                       | |            |
|  | Arriva           | Solaris Urbino 15 Electric     | SnelRRReis               | 2025     | 14     | 5601-5614 | Achterhoek-Rivierenland                                                      | |            |
|  | Arriva           | Mercedes-Benz Sprinter         | BuurtRRReis              | 2014     | 2      | 6086, 6741 | Twente                                                                       | |            |
|  | Arriva           | Tribus Civitas                 | BuurtRRReis / FlexRRReis | 2023     | 17     | 6821-6837 | Twente                                                                       | Gebaseerd op de Volkswagen Crafter. |            |
|  | Arriva           | Volvo 8900                     | RRReis                   | 2017     | 1      | 7298 | Twente                                                                       | Reservebus |            |
|  | Arriva           | VDL Berkhof Ambassador ALE-106 | RRReis                   | 2013     | 6      | 8654-8659 | Twente                                                                       | Reservebussen |            |
|  | Arriva           | VDL Citea LLE-120              | RRReis                   | 2016     | 20     | 9211, 9220, 9221, 9223, 9224, 9227-9230, 9236, 9240-9248 | Achterhoek-Rivierenland, Twente                                              | Ex-Fryslân. 9240-9248 rijden in Twente als reservebussen. 9211, 9220, 9221, 9223, 9224, 9227-9230 en 9236 rijden in Achterhoek-Rivierenland om het merk RRReis te introduceren.                                                                                  |            |
|  | BusiNext         | VDL Citea SLE-129              | RRReis                   | 2015     | 1      | 816 | IJssel-Vecht (lijnen 150 en 612)                                             | Ex SWE-Transdev Mälardalen AB Västerås 13701. Rijdt voor EBS |            |
|  | BusiNext         | Mercedes-Benz Citaro LE MÜ     | RRReis                   | 2015     | 1      | 827 | IJssel-Vecht (lijnen 150 en 612)                                             | |            |
|  | EBS              | Scania OmniLink G              | RRReis                   | 2011     | 3      | 1010, 1013, 1023 | IJssel-Vecht                                                                 | Hadden eerst de R-net huisstijl voor inzet in Waterland. |            |
|  | EBS              | BYD K9UB                       | RRReis                   | 2020     | 163    | 2001-2005, 2007-2018, 2020-2025, 2027-2033, 2035-2040, 2042-2045, 2047-2056, 2059-2063, 2065-2067, 2069-2072, 2075-2088, 2090-2094, 2096-2100, 2102-2105, 2107-2131, 2133-2136, 2138-2141, 2143-2147, 2149-2168, 2170, 2172-2181, 2184, 2186-2188 | IJssel-Vecht (Stadsdiensten Apeldoorn, Deventer, Harderwijk en streeklijnen) | Overgenomen van Keolis. 36 bussen hebben sinds februari 2023 de 27xx-nummering |            |
|  | EBS              | BYD K9UB                       | RRReis                   | 2020     | 18     | 2201-2218 | IJssel-Vecht (Stadsdienst Zwolle; hebben een pantograaf op het dak)          | Overgenomen van Keolis |            |
|  | EBS              | BYD K9UE (13m)                 | ComfortRRReis            | 2020     | 40     | 2301-2340 | IJssel-Vecht                                                                 | Overgenomen van Keolis |            |
|  | EBS              | BYD K7                         | RRReis                   | 2021     | 13     | 2401-2413 | IJssel-Vecht                                                                 | Overgenomen van Keolis. De 2407-2413 zijn begin 2025 naar Zaanstreek-Waterland verhuisd en hebben daar de M.net huisstijl gekregen. |            |
|  | EBS              | Ebusco 3.0 LE 12m              | RRReis                   | 2025     | 31     | 2501-2531 | IJssel-Vecht                                                                 | Waren oorspronkelijk voor Qbuzz bedoeld. |            |
|  | EBS              | Mercedes-Benz CapaCity         | RRReis                   | 2017     | 8      | 2601-2608 | IJssel-Vecht                                                                 | Overgenomen van Keolis |            |
|  | EBS              | BYD K9UB                       | SnelRRReis               | 2020     | 36     | 2701-2736 | IJssel-Vecht                                                                 | Ex 2005, 2009, 2011, 2020, 2023, 2032, 2036, 2042, 2044, 2065, 2067, 2079, 2083, 2086, 2090, 2091, 2099, 2102, 2119, 2121, 2123, 2130, 2131, 2145, 2146, 2149, 2150, 2152, 2153, 2156, 2160, 2161, 2162, 2175, 2179 en 2186                                      |            |
|  | EBS              | Scania OmniLink                | RRReis                   | 2011     | 9      | 4012, 4014, 4025, 4044, 4048, 4072, 4080, 4093, 4100 | IJssel-Vecht                                                                 | Hadden eerst de R-net huisstijl voor inzet in Waterland. |            |
|  | EBS              | VDL Citea LLE-120              | RRReis                   | 2013     | 40     | 4158-4197 | IJssel-Vecht                                                                 | Ex-Syntus Twente. Tijdelijke bussen in afwachting van de Ebusco bussen. |            |
|  | EBS              | Kutsenits City                 | BuurtRRReis              | 2011     | 2      | 9001, 9003 | IJssel-Vecht                                                                 | Hadden eerst de gele EBS huisstijl voor inzet in Waterland. |            |
|  | EBS              | Tribus Civitas                 | BuurtRRReis              | 2017     | 1      | 9007 | IJssel-Vecht                                                                 | Gebaseerd op de Mercedes-Benz Sprinter tweede generatie. Ex Arriva 6485. |            |
|  | EBS              | Tribus Civitas                 | BuurtRRReis / RRReis     | 2022     | 40     | 9300-9339 | IJssel-Vecht                                                                 | Gebaseerd op de Volkswagen Crafter. 9332 is na een aanrijding gesloopt. |            |
|  | EBS              | Tribus Civitas                 | BuurtRRReis              | 2023     | 7      | 9340-9346 | IJssel-Vecht                                                                 | Gebaseerd op de Volkswagen Crafter. |            |
|  | EBS              | Tribus Civitas                 | BuurtRRReis              | 2024     | 1      | 9354 | IJssel-Vecht                                                                 | Gebaseerd op de Volkswagen Crafter. |            |
|  | Gebo Tours       | Mercedes-Benz Citaro GÜ        | RRReis                   | 2014     | 2      | 728, 729 | IJssel-Vecht                                                                 | Ex Emile Frisch (LU) EF 1208 en EF 1209. 729 is op 23 december 2024 afgebrand. |            |
|  | Gebo Tours       | Mercedes-Benz Citaro G         | RRReis                   | 2014     | 1      | 730 | IJssel-Vecht                                                                 | Ex SMTC Nancy (FR) 3810, rijdt voor EBS. |            |
|  | Hermes           | VDL Midcity                    | RRReis                   | 2016     | 1      | 1057 | Veluwe-Zuid                                                                  | Ex-Hermes Zuidoost-Brabant |            |
|  | Hermes           | VDL Citea SLE-129              | RRReis                   | 2016     | 6      | 1222, 1225, 1227, 1229, 1233, 1236 | Veluwe-Zuid                                                                  | Ex-Hermes Zuidoost-Brabant |            |
|  | Hermes           | Iveco Crossway LE 13           | RRReis                   | 2017     | 8      | 2744, 2745, 2750-2753, 2760, 2761 | Veluwe-Zuid                                                                  | Ex-Connexxion Amstelland-Meerlanden |            |
|  | Hermes           | VDL Berkhof Ambassador 200     | RRReis                   | 2008     | 7      | 3334, 3367, 3373, 3394, 3402, 3404, 3480 | Veluwe-Zuid                                                                  | Ex-Hermes Zuidoost-Brabant. De 3367, 3394 en 3404 gingen per 11 december 2022 naar Veluwe-Zuid en kregen de RRReis huisstijl. De 3402 en 3480 volgden in februari 2023 en de 3334 en 3373 een maand later. De 3402 ging in oktober 2023 uit dienst.              |            |
|  | Hermes           | VDL Berkhof Ambassador 200     | RRReis                   | 2008     | 5      | 4183, 4214, 4215, 4238, 4249 | Veluwe-Zuid                                                                  | Ex-Connexxion Provincie Utrecht. |            |
|  | Hermes           | Solaris Trollino 18            | ComfortRRReis            | 2024     | 10     | 5275-5284 | Arnhem-Nijmegen (Arnhemse trolleybus)                                        | |            |
|  | Hermes           | Iveco Crossway LE 12           | RRReis                   | 2014     | 19     | 5500-5518 | Veluwe-Zuid                                                                  | Ex-OV Regio IJsselmond |            |
|  | Hermes           | Volvo 8700 RLE                 | RRReis                   | 2008     | 2      | 5737, 5738 | Veluwe-Zuid                                                                  | Hebben achtereenvolgens bij Qbuzz, Breng en OV Regio IJsselmond gereden. |            |
|  | Hermes           | VDL Berkhof Ambassador 200     | RRReis                   | 2007     | 18     | 5811, 5812, 5815, 5816, 5818, 5821-5823, 5828-5832, 5834, 5839, 5841-5843 | Veluwe-Zuid                                                                  | Komen over van Connexxion regio Gooi en Vechtstreek, reden daarvoor bij Veolia Transport als Brabantliner en Volans 5324, 5325, 5328, 5329, 5331, 5334 - 5336, 5341 - 5345, 5347, 5352, 5354 - 5356.                                                             |            |
|  | Hermes           | VDL Citea LLE-120              | RRReis                   | 2012     | 5      | 5850, 5852, 5853, 5863, 5889 | Veluwe-Zuid                                                                  | Komen over van Connexxion Hoeksche Waard / Goeree-Overflakkee, reden daarvoor bij Veolia Transport Limburg als 5407, 5409, 5410, 5420 en 5446. 5850 brandde op 12 juni 2023 uit in Ter Aar.                                                                      |            |
|  | Hermes           | Tribus Civitas                 | BuurtRRReis              | 2023     | 3      | 7244-7246 | Veluwe-Zuid                                                                  | Gebaseerd op de Volkswagen Crafter. |            |
|  | Hermes           | Mercedes-Benz Sprinter         | RRReis                   | 2014     | 3      | 7344, 45531, 48472 | Veluwe-Zuid                                                                  | 45531 en 48472 zijn eigendom van Connexxion Taxi Services. Tijdelijke bussen tot de instroming van de nieuwe Tribus bussen. Daarna gingen de 7344 en 48472 terug naar Arnhem-Nijmegen in Breng huisstijl en Zuidoost-Brabant in Bravo huisstijl respectievelijk. |            |
|  | Hermes           | Tribus Civitas                 | BuurtRRReis              | 2016     | 1      | 7491 | Veluwe-Zuid                                                                  | Ex Connexxion Noord-Holland Noord. Gebaseerd op de Mercedes-Benz Sprinter. |            |
|  | Hermes           | Mercedes-Benz Citaro G         | RRReis                   | 2008     | 9      | 9249, 9254, 9255, 9257-9261, 9263 | Veluwe-Zuid                                                                  | Ex Connexxion Provincie Utrecht / Amstelland-Meerlanden. |            |
|  | Hermes           | Solaris Urbino 18              | RRReis                   | 2017     | 6      | 9301-9306 | Veluwe-Zuid                                                                  | Hebben achtereenvolgens bij Connexxion Amstelland-Meerlanden en OV Regio IJsselmond gereden. |            |
|  | Hermes           | Solaris Urbino 18              | RRReis                   | 2018     | 1      | 9374 | Veluwe-Zuid                                                                  | Heeft achtereenvolgens bij Connexxion Noord-Holland Noord en OV Regio IJsselmond gereden. |            |
|  | Hermes           | Mercedes-Benz CapaCity         | RRReis                   | 2017     | 7      | 9344, 9346-9348, 9350, 9357, 9359 | Veluwe-Zuid                                                                  | Ex Connexxion Amstelland-Meerlanden. |            |
|  | Keolis Nederland | Tribus Civitas                 | RRReis                   | 2017     | 1      | 315 | Treinvervangend vervoer RS34                                                 | Ex-Syntus Twente. Gebaseerd op de Mercedes-Benz Sprinter. |            |
|  | Keolis Nederland | Mercedes-Benz Sprinter         | BuurtRRReis              | 2015     | 35     | 801-835 | IJssel-Vecht                                                                 | Deels export |            |
|  | Keolis Nederland | Mercedes-Benz Sprinter         | BuurtRRReis              | 2017     | 3      | 836-838 | IJssel-Vecht                                                                 | 837 en 838 naar Syntus Twente |            |
|  | Keolis Nederland | BYD K9UB                       | RRReis                   | 2020     | 188    | 2001-2188 | IJssel-Vecht (Stadsdiensten Apeldoorn, Deventer, Harderwijk en streeklijnen) | Deels naar EBS, deels naar Schiphol |            |
|  | Keolis Nederland | BYD K9UB                       | RRReis                   | 2020     | 18     | 2201-2218 | IJssel-Vecht (Stadsdienst Zwolle; hebben een pantograaf op het dak.)         | Naar EBS |            |
|  | Keolis Nederland | BYD K9UE (13m)                 | ComfortRRReis            | 2020     | 40     | 2301-2340 | IJssel-Vecht                                                                 | Naar EBS |            |
|  | Keolis Nederland | BYD K7                         | RRReis                   | 2021     | 13     | 2401-2413 | IJssel-Vecht                                                                 | Naar EBS |            |
|  | Keolis Nederland | Mercedes-Benz CapaCity         | RRReis                   | 2017     | 8      | 2601-2608 | IJssel-Vecht                                                                 | Ex-Syntus Overijssel 4201-4208. Naar EBS |            |
|  | Keolis Nederland | VDL Berkhof Ambassador ALE-120 | RRReis                   | 2010     | 3      | 3248-3250 | Treinvervangend vervoer RS34                                                 | Ex-Syntus Overijssel 4148-4150 |            |
|  | Keolis Nederland | VDL Berkhof Ambassador ALE-120 | RRReis                   | 2012     | 2      | 3255, 3256 | Treinvervangend vervoer RS34                                                 | Ex-Syntus Twente, exex-Syntus Overijssel 4155 en 4156 (tussendoor hernummerd naar 3155 en 3156 en later naar 3255 en 3256) |            |
|  | Keolis Nederland | Mercedes-Benz Citaro CNG       | RRReis                   | 2010     | 7      | 5205-5211 | IJssel-Vecht                                                                 | Ex-Syntus Gelderland |            |
|  | Keolis Nederland | Mercedes-Benz Citaro G CNG     | ComfortRRReis            | 2010     | 15     | 5258, 5259, 5262-5266, 5268, 5269, 5272, 5273, 5275-5278 | IJssel-Vecht                                                                 | Ex-Valleilijn/Veluwelijn |            |
|  | Van Kooten       | Mercedes-Benz Citaro LE        | SnelRRReis               | 2014     | 1      | 73 | IJssel-Vecht                                                                 | Ex-Rettler HSK-TX 540. Rijdt voor EBS. |            |